# 黒崎一護
黒崎 一護（くろさき いちご）は、久保帯人作の漫画作品およびそれを原作としたアニメ『BLEACH』に登場する架空の人物で、同作の主人公である。アニメの声優は森田成一（幼年時代は松岡由貴）。ミュージカルでの俳優は伊阪達也→法月康平→高野洸。実写映画での俳優は福士蒼汰（幼年時代は高村佳偉人）。

## プロフィール
- 本作開始時で15歳、死神代行消失篇時は17歳。
- 空座第一高校（1年生→3年生）在籍。
- 身長：174cm→181cm
- 体重：61kg→66kg
- 血液型：AO型。
- 生年月日：7月15日。蟹座。
- テーマミュージック： Bad religion “News From The Front”

## 人物
オレンジ色の髪に茶色の瞳。名前は越後とイントネーションが同じで「い」にアクセントをおく。名前の由来は、何か一つのものを護り通せるように、という意味。好物はチョコレートと辛子明太子。尊敬する人物はウィリアム・シェイクスピア。虚（ホロウ）に襲われた際、家族を救うために、死神・朽木ルキアから死神の力を譲り受け、以降彼女の代わりに死神の仕事をするようになってから、死神代行として活躍する。一人称は「俺」。

### 出身・交友関係
実家は町医者(詳細は下記)。母親の黒崎真咲は一護が9歳のときに虚に襲われ死去。黒崎遊子と黒崎夏梨は、双子の妹たち。ルキアとの出会いがきっかけで死神の力に目覚めてからは、ぬいぐるみに入った改造魂魄のコンとも同居。
有沢竜貴とは4歳からの幼馴染。チャドとは中学の時からの親友。井上織姫、石田雨竜、浅野啓吾、小島水色らは高校からのクラスメイト。

### 外見・性格
オレンジ色の地毛と一見ぶっきらぼうで無愛想に見える態度から、常に教師や上級生から色眼鏡で見られ不良扱いを受けることも多い。中学時代チャドと共に「馬芝中のチャドと黒崎」と呼ばれ、ヤンキー界ではかなり有名な存在となっていたが、実際は自分や仲間にかかってくる火の粉を払っていただけである。その実、義理堅く争いを好まない心優しい性格で、親からその名に託された思いを背負って兄として妹を護るという強い意志を持つ。それ故に、自分以外でも兄である者が妹を虐げたり蔑ろにするのを絶対に許さない。幼い頃から強くなるために道場に通い空手を習っていた。今は道場通いをしていないが、数々の戦いや修行で身につけた戦闘能力や反射神経により、並の相手なら複数で襲ってきても刃物を持っていても、あっさり撃退できるほどの腕前。
本質は優しいが、甘さも見受けられ、闘いに於けるそれを破面のドルドーニから聖女のようだと揶揄される。破面であろうと誰かを傷つけるか、攻撃してこない限り、無用な戦闘は好まないが、避けられない闘いは寧ろ自ら臨んでいく。自身の実力の向上を実感したときに浮ついたり、追い詰められたときは弱気になることもある。戦いにおいては相手を殺す事を好まず、あくまで相手に勝つことにこだわり、勝利後は傷ついた相手を治療したり気遣う素振りも見せている。
容姿への偏見から来る教師の無用の干渉を避けるため、勉強はきちんとしているので学校の成績は優秀（1学期の中間は18位、期末テストは一学年322名中23位だった（単行本第5巻））。本人曰く、得意科目は国語らしい。空白の17ヶ月の間は少し成績が落ちたらしい。店の人に髪の色のことを聞かれたくないためもあって、髪の毛は家の中で遊子に切ってもらっている。性的にはウブで、夜一から裸を見せられたり一緒に風呂に入ろうとしたときのリアクションをからかわれたことがある。
人の顔と名前を覚えることが苦手で、石田のことも織姫から教えてもらうまで知らなかったり、出会って間もない弓親やドンドチャッカの顔すらうろ覚えだったりした。また、闘っている相手のドルドーニの名前も「ドン・パニーニ」と間違えて覚えていたり、車谷善之介のことを「イモ山さん」と名前を間違えて覚えている。恋次のことは再会した時もフルネームできちんと覚えていた。護廷十三隊の隊長や副隊長に対しては自分と見た目が近い者や親しい相手には呼び捨て、親しくとも目上の者には「さん」付けで呼んでいる。総隊長の山本に対しては「爺さん」と呼んでいる。
外見は二枚目と評され、毒ヶ峰リルカからは初対面で「格好良いじゃない」と評されており、ブレイドバトラーズ2のepisode2では、松本から「中々の男前」と評されている。井上織姫からは極端に格好良く見える視点が描かれた事がある。また、初期の頃はヤヤ垂れ目がちであったが、連載が続くにつれてそういった眼に描かれることはなくなっていった。
前述のように誤解されやすかったり、目つきが鋭いため怖がられる描写が作中でも何度かあったが、一話目の冒頭で自分から暴力を振るっている（不良三人が死んだ霊に供えてあった花をスケボーで遊んでいてこかした事に腹を立てたのが原因）などかなり喧嘩っ早いことは事実であり、些細なことで口論になることが多い。また相手に対して「手前」と言うなど時に粗野な言葉遣いも覗く。
作中では、その存在が志波海燕の面影に重なることが白哉や浮竹の感慨として描写されている。後に父・一心が志波家の分家出身であることが判明している。
物語の最終話にて井上織姫と結婚し、息子「一勇（かずい）」を授かった様子が描かれる。小説版の最後では、恋次の後押しから好意を抱き始めた織姫に告白を決意する様子が描かれている。

### 才能・能力
「視える」「聴こえる」「触れる」「喋れる」「憑かれる」という、夏梨いわく超A級霊媒体質のハイスペック霊能力者。死神化する前から潜在的に霊力は高く、後にこの体質は、父･一心が隊長格の能力を有すると判別された死神であった故の「真血」と呼ばれる存在であったためであることがわかる。また、死神化による霊圧が強大だったために織姫やチャドの秘められた力を覚醒させるきっかけとなっている。
さらに『千年血戦篇』で母・真咲が純血統の滅却師であったこと・一護の虚は元は彼女に憑いていたものだったことが明かされ、一護は生まれながらにして人間・死神・虚・完現術者・滅却師の5種族の素質を持っていたことになる。このことから秘めたる潜在能力と霊圧は凄まじいものがあり、「見えざる帝国」において5人の特記戦力の1人（未知数は潜在能力）にして特記戦力筆頭に選ばれている。
死神としての経験は浅いが、数々の戦闘を経て死神の基本戦闘技術である斬・拳・走・鬼の「鬼」以外は隊長格と渡り合うほど高い実力を身に付け、「斬」は【卍解】まで至り、「拳」に関しては、素手で斬魄刀を解放した副隊長3人を打ちのめす程。また「走」では【卍解】修行時に瞬歩を身につけ隊長である白哉と渡り合った。ちなみに「鬼」にあたる鬼道に関しては、劇中では鬼道を体得している場面は見受けられないが、霊力を扱うことに関しては才能が全くないと至る所で言われている。

## 経歴

### 読切版
実家は葬儀屋で、井上の父親の葬儀を数年前に行う。妹たちや父親は登場しない。学校の帰りにルキアと遭遇し、ルキアが虚を倒すために無理をしたため力を失い、一週間代行を務めることとなる。
ある日、同級生の井上が階段から落ちて亡くなったことを知り、鎖を切って突然現れた井上の父親と共にあの世に送ろうとする。しかし、井上の父親は既に虚になっており井上を殺そうと襲い掛かってくるが、何とか阻止する。その後、井上に別れを告げ、ルキアに力が戻ったため元の生活に戻る。

### 過去
母・真咲を慕っていた少年時代は、空手でたつきに負けただけで泣くような泣き虫だった。9歳の頃、真咲と一緒に歩いていたとき見かけた少女を、グランドフィッシャーの擬似餌とは知らずに助けようとしたために、真咲の死に直面している。この出来事で家族から真咲を奪ってしまったという自責の念を抱えるようになる。

### 死神代行篇
ある日、部屋にいるとルキアが現れ、家族が襲われたためルキアから死神の力を受け継ぎ、以降代行業を行う。
真咲の死に対し長年自分を責め続けていたが、真咲の命日に、真咲の実際の死の原因だったグランドフィッシャーとの戦いを通じ、葛藤した末に立ち直る。その際、死神代行に対する意識も「ルキアの代わり」から「虚に狙われる人々を救うため」に変化する。
一時譲り受けた死神の力を朽木白哉の斬撃により失うが、浦原喜助との特訓で己自身の死神の力を覚醒させ、再度死神となる。

### 尸魂界篇
死神能力譲渡の罪に問われ尸魂界へ連行されたルキアを救うために、浦原の手を借りてチャドや石田や織姫ら仲間と共に夜一の先導で尸魂界へ乗り込み、精霊艇に侵入する。侵入後は個々に散開し、幾多の死神達との戦闘を繰り広げる。
戦いの中で交流を深めた尸魂界での仲間の岩鷲や山田花太郎や恋次の助けを受けながら、最後までルキアの処刑に異を唱えない白哉に勝利。そして、事件の黒幕だった藍染には完敗するも、ルキア救出に成功。
現世へ帰る際に浮竹から死神代行証を貰い、尸魂界公認の死神代行として正式に認められる。

### 破面篇
過去の浦原との特訓以来たびたび現れていた内なる虚が明確に魂を支配し始め、その影響で戦闘にも支障をきたしたことで危機感を覚え、内なる虚の力を抑えるために仮面の軍勢の元で特訓を受けて内なる虚の制御に成功し、虚化を習得する。
現世に襲来したグリムジョーとは 、その前後二回に渡って戦闘したが二回とも中断させられ、勝負はつかなかった。また、ヤミーと共に最初に現世に襲来したウルキオラとも因縁を持つようになる。
そして、虚圏に連れ去られた織姫を救出するために、浦原の手を借りて雨竜やチャドと共に虚圏に突入し、後から来たルキアと恋次とも合流し、虚夜宮に侵入する。侵入後は個々に散開し、ネルを連れて破面と闘いつつ、織姫救出に向かう。
数々の戦闘の中、グリムジョーを倒し、その戦闘直後のノイトラ襲撃の危機を剣八に救われた後は、十刃のスタークに再びさらわれた織姫を救うためにウルキオラと対決し、完全虚化した自身の力で、ウルキオラを消滅に追い込むという自身の意にそぐわぬ形で決着をつける。
その後、ルキア達を救うためにヤミーと交戦後、白哉ら隊長達に促される形で現世に帰還し、護廷十三隊・仮面の軍勢の協力を得て藍染に挑む。そこで、自身の今までの戦いが藍染によって仕組まれたものだという驚愕の事実を知る。一時は藍染の力への恐怖を覚え、空座町に侵攻する藍染を食い止められなかったが、一心に諭されて奮起し、空座町に急行する最中の断界で刃禅を行って精神世界へ潜って、精神世界で約一ヶ月間の時間をかけて「最後の月牙天衝」を会得し、その力を以って藍染との最終決戦に決着をつける。しかし、「最後の月牙天衝」を使用した代償で死神と全ての霊的な存在も感知できなくなるほど霊力を失い、ルキアとも別離する。

### 死神代行消失篇
藍染との戦いで全ての霊力と死神の力を失った17ヶ月後には高3となり、平穏な生活を送る。浮竹から貰った代行証は未だ手元にあり、死神だった頃に培った身体能力も不良を打ちのめすのに役立っている。また、商売目的で校内で各運動部のレンタル助っ人部員として部活をする一方で、鰻屋育美が経営する、何でも屋「うなぎ屋」でバイトをしている。霊に関わらない普通の生活を手に入れられたことを表面上は喜んでいるが、内心は自分の力で家族や仲間たちを守れなくなったことに苦しむ。
そんな中で、一心の事を知る銀城空吾との邂逅により、夏梨が浦原の元に通うことや石田が襲撃された事態もあり、銀城らの本懐でもある自身の死神の力を取り戻すべく「XCUTION」との修行を開始する。その過程で、銀城らと同様の能力である完現術（フルブリング）を会得する。
しかし、完現術の完成直後に月島秀九郎の完現術によって、銀城と共に孤立してしまう。その後、月島と対峙する中で、本性を現した銀城の裏切りに遭って完現術を奪われてしまうが、浦原・一心と共に現れたルキアの持つ隊長・副隊長格らの霊圧が込められた刀によって、死神としての能力を取り戻すことに成功する。完現術を会得した影響もあってか、復活した死神姿では四肢や胸に代行証を思わせる×字の紋様、黒い草履、首筋に装甲が追加されるなどの変化がみられる（完現術が虚由来の力のためか、破面に似た姿になっている）。
力を取り戻した後は死神達と共にXCUTIONとの戦闘に入り、石田と共に銀城と交戦する。そして、銀城から死神代行の制度の目的が死神代行の監視・利用であり、発案者が浮竹だという真実を知らされ、一護が戦うべき敵は死神だと突きつけられるも、浮竹は自分自身で「仲間を護る道」を選ばせてくれた事を明かし、銀城の誘いを断る。最終的に卍解した銀城に対して同じく卍解で挑み、銀城の心情を理解しながらも銀城を倒した。決戦後、尸魂界へ赴き、元柳斎に銀城の遺体を現世に持って帰って埋めたいと頼む（代行証は、引き続き所持している）。
アニメ版最終回では、その際「死神代行を続ける上で、同じ死神代行として出来るだけの事をしてやりたい」と理由を明かし、遺体の受け取りを承諾された後は、「これから来る死神にはちゃんと代行証の事を話しといてくれ」と頼む。

### 千年血戦篇
当初は死神代行として、織姫達と現世の虚退治に務める。しかし、車谷の後任として派遣されてきた2名の死神を虚から助けた後日、アズギアロ・イーバーンと名乗る破面と思しき人物からの突然の襲撃を受ける。
それを撃退後、上記の死神から尸魂界が「見えざる帝国」という組織の襲撃を受けて、一番隊副隊長の雀部を始めとした多数の死神が殺害された話を聞かされる。さらに突如虚圏から来訪してきたネル達からは、虚圏が何者かによって占領された話を聞かされ、ネル達からの要請を受けて浦原・織姫・チャドと共に虚圏に再来訪することになる。
そこで一護は占領者達の隊長キルゲ・オピーと対峙することになり、その戦闘中に敵の組織が雨竜達以外の滅却師の集団であることを知る。浦原の解析と介入もあって何とかキルゲの撃退に成功するが、そこに受けた阿近からの通信で、尸魂界が「見えざる帝国」の襲撃を受けて壊滅状態に陥っていることを知り、彼の要請により尸魂界へ向かうことになる。しかし、キルゲの力により、道半ばで檻に閉じ込められてしまう。その後、技術開発局が星十字騎士団のシャズ・ドミノに襲撃されている最中にもかかわらず阿近の決死の対応もあり、何とか脱出して辿り着き、目の前に居たシャズ・ドミノを撤退させたものの、尸魂界は襲撃により見る影もなく荒れ果ててしまっており、白哉の頼みや怒りを胸に一護は敵の総大将であるユーハバッハに挑む。
しかし力の差が大きい上に、キルゲの檻から脱出した際に重傷を負っていたため、劣勢を強いられる。ユーハバッハの活動時間の限界により敵は退却したものの、この戦いで天鎖斬月は彼の側近ハッシュヴァルトに折られてしまう。
襲撃後、一護はマユリから天鎖斬月の修復は不可能と説明されるが、その直後に来訪してきた零番隊から霊王宮へ行けば天鎖斬月を元に近いものへと打ち直すことが可能との話を聞かされ、零番隊と共に霊王宮へ向かう。
しかし途中、二枚屋王悦に課された試練に失敗。現世に強制的に戻され、一心から母・真咲が滅却師であったことや、自分の誕生の秘密を明かされる。全てを知った直後に、突然一護の前に現れた燧ヶ島メラによって再度霊王宮に連れ戻されて、自ら選び出した浅打を王悦に鍛えてもらい、真の斬月を手に入れる。
修業は終えたが、零番隊の連絡ミスのせいで、二回目の戦いには遅刻することとなる。
そして、戦闘不能に陥っていた剣八を救出し、8人の星十字騎士団と交戦。その後、仲間たちに後を任せ霊王宮に攻め入ろうとするユーハバッハを追うものの、ユーハバッハの配下についた石田を見て困惑する。そして、彼らを取り逃がしてしまうが、浦原の協力を得て霊王宮に突入する準備に入る。
その後、出発間際に岩鷲と合流し、霊王宮へ向かう。霊王宮到着時に、バラバラになっていた和尚を復活させた後、霊王を守るように託され霊王宮に乗り込むも、ユーハバッハに操られて霊王を斬ってしまう。そして、ユーハバッハと対決するが、石田や親衛隊の介入を許し、霊王宮から落下してしまった。
落下後は夜一と、夜一があらかじめ援護を依頼していた雪緒やリルカの能力によって再度突入を果たし、単独でナックルヴァールと対峙するが「致死量」の能力で敗北し、救助に来た夜一と夕四郎にナックルヴァールを任せて先へ進む。
そして、真世界城へ突入した後は雨竜やハッシュヴァルトと遭遇するも、雨竜の真意を聞いたことで織姫や茶渡（途中で真世界城の石像と交戦する為に離脱）と共にユーハバッハの元へと向かう。
そして、織姫と共にユーハバッハと交戦し、完全虚化を彷彿とさせる新たな虚化などを発現するが、卍解『天鎖斬月』を発現された直後に折られてしまった末に、ユーハバッハの未来を改変する能力「全知全能」によって敗北し、滅却師と虚の力を奪われてしまった。しかし、月島の能力で「天鎖斬月は折られなかった」という過去を挟み込まれたことで織姫の能力で天鎖斬月が修復され、恋次と共にユーハバッハを追った。
そして、瀞霊廷でユーハバッハと再度交戦し、藍染惣右介の『鏡花水月』でユーハバッハを欺いている隙に月牙天衝で切り裂き、一度は倒すものの「全知全能」で復活されて窮地に陥るが、石田雨竜が「静止の銀」で作られた鏃を撃ち込んでユーハバッハの「全知全能」が一時的に封じられた直後に、表面を砕かれて死神の力のみで構成された始解状態の斬月の形をした卍解でユーハバッハを両断して、勝利を収めた。
十年後には織姫と結婚し、一勇という息子を儲けている。

## 親族
- 父親は黒崎一心。
- 母親は黒崎真咲。
- 妹は黒崎遊子と黒崎夏梨。
- 妻子は井上織姫と黒崎一勇。
- 雨竜の父・石田竜弦と真咲がいとこ同士であることから、雨竜とは又従兄弟関係でもある。
- ちなみに一心が志波家の分家の者の為に、志波空鶴とその弟の志波岩鷲、2人の兄である志波海燕とは縁戚関係である。

## 戦闘方法

### 斬魄刀
斬魄刀の名は 『斬月』（ざんげつ）
死神となった当初は柄部分を除き、鍔も刀身もルキアの斬魄刀を身の丈まで大きくした形状をしていたが、これは自身の霊圧を御しきれていなかったためであり、強度も低い。浦原には「ただ刀の形を成しているだけ」と指摘されており、一時的な力の増大でギリアン級大虚を退かせたことはあるものの、白哉や浦原ら隊長格の死神には容易く砕かれた。
個人の斬魄刀は本来浅打に己の魂の真髄を写し取ることで形成されるが、一護の場合はその原則を無視し、ルキアに力を与えられてすぐに己の刀を得ている。その理由は、母・真咲を介して一護に宿っていた虚・ホワイトの構造が偶然にも浅打のそれと似通っており、代替となっていた為である。
後に「刀神」二枚屋王悦の手によって、一護の魂を写し取った浅打と共に鍛え直される。

#### 始解
数ある斬魄刀の中でも非常に珍しい常時解放型の斬魄刀で、初めて解放して以来常に始解の状態を保っている。解号は無く、浦原との特訓の際に精神世界で名を教えてもらい解放に成功した。
鞘も柄も鍔もハバキも無い、出刃包丁のような形状の巨大な刀身のみの刀である。茎の後端（通常の刀剣なら柄頭に当たる部分）からは晒が伸びており、非戦闘時はこの晒を刀身に巻き付けて鞘の代わりとする。斬魄刀自体の攻撃力、耐久力が非常に高く、戦闘方法は刀自体の強力さを活かした白兵戦が主体。茎の晒はある程度自由に伸び縮みするため、それを活かした用法も可能。卍解の修行後は刀そのものの攻撃力・耐久力に更なる磨きが掛かり、斬魄刀100万本分の破壊力を持つ双殛の矛を受け止め、その双殛を受け止めるために作られた磔架を一撃で破壊した。
死神代行消失篇において新たに死神の力を得た際は完現術の影響からか、晒がなくなり、刀身もより鋭角な形状になった斬魄刀が現れている（完現術使用時の刀やユーハバッハの扱う剣と似た形状）。晒がなくなった代わりに尸魂界篇以降なくなっていた鞘が復活し、柄も卍解時のそれを思わせる黒い柄に変更され、柄頭に途切れた鎖が追加されるなど洗練された外観になっている。鞘は包帯型になっており従来の晒を彷彿とさせるデザインになっている。さらに単純な剣圧だけでも以前の月牙と同等の威力を持つほど攻撃力も上昇している。

#### 卍解
【卍解】の名は『天鎖斬月』（てんさざんげつ）。
能力解放と共に卍型の鍔、柄頭に途切れた鎖がついている全てが漆黒に染まった少し長めの日本刀に変化し、一護本人は具象体斬月の黒いロングコートに似た独特の死覇装を身に纏う。卍解状態になると、一護本人の霊圧は赤黒い色に変化する。また、死覇装の変化までも【卍解】の内に入るため、霊圧の増減を視認しやすい様相となっている。
通常の死神の卍解に比べ圧倒的に小型であり、解放された強大な霊力の全てをその小型な卍解に凝縮することで、卍解としての強力な攻撃力を保ったまま超スピードの斬撃と移動を可能にする。また、卍解を維持するには莫大な霊力が必要とされる中で、一護の卍解はかなりの長時間天鎖斬月の形態を保っていられる程の耐久力もあり、作中では一度ウルキオラに倒された以外のことで、意思に反して卍解が消滅する描写はない。会得当初は青白い霊圧に包まれてから出現していたが、虚化体得後は最初から黒い霊圧が斬月と一護を包み込んで解放されるようになった。
通常、十年以上かかると云われる卍解習得の修行を、一護は転神体を使用した修行により、三日たらずで成し遂げた。その修行では具象化された斬月が出現させた無数の刀から一護が探し当てた本物の斬月で、具象化斬月を斬り伏せて屈服させる方法を取っている（ただし、修行を成し遂げた場面は描かれていない）。しかし、黒コートの斬月は死神の力の根源ではなかったため（後述）、不完全な卍解であるともいえる。
死神代行消失篇では、以前のロングコートの様な形状の死覇装（始解時と同じく装甲が首元にあり、胴にX字の装飾を三つ、X字をあしらった篭手が追加。ロングコートも裾が三又に変化）に変わる。刀は柄頭の鎖が伸びている《アニメ BLEACH 365参照》（コミックでは、柄頭の鎖が伸びて縁（ふち）に付いている）、鍔の卍が鋭角に、刀身はより鋭利なやや西洋風のものとなっている。
通常、卍解状態で破壊されると修復が効かないとされる斬魄刀だが、天鎖斬月は死覇装の変化も卍解のうちではあるものの、死覇装は一護自身の霊圧の上下とリンクしているためか、破損しても一護自身が回復すれば元に戻る。
ただし、本体である刀身はそうはいかず、千年血戦篇にて、見えざる帝国の最初の侵攻の際にハッシュヴァルトに折られてしまった。

#### 技
月牙天衝（げつがてんしょう）
自らの霊力を刀に喰わせて、刃先から超高密度の霊圧を放出し斬撃を巨大化させて飛ばす斬月の能力であり唯一の技。威力、射程共に強力で、対象との距離が近ければ近いほど命中した時の威力は高くなる。浦原商店地下の勉強部屋での浦原との対戦時、始解を会得した直後に初めて放った（ギリアン級大虚にも似た攻撃を放って撃退している）。その後しばらくは一護自身の意思で撃つことはできず、卍解会得のための修行を通じて自在に使用できるに至った。
卍解時に放たれる月牙天衝は色が黒く、卍解によって斬月自体の攻撃力も向上しているために桁外れの破壊力を発揮する。この黒い月牙は内なる虚が意識の表面に現れたときに最初に使用した技であり、虚化習得前は使えば内なる虚が出てくるのを早めたため、連続での使用は不可能だった。尚、黒い月牙は解放状態の十刃の虚閃・黒虚閃に似ているとウルキオラに指摘されている（本来の斬月が、破面に近い性質を持つ為だと思われる）。ウルキオラとの再戦においては、月牙を天鎖斬月に纏わせたまま直接斬りつける応用技も見せた。
アニメ『斬魄刀異聞篇』では、斬月（本体）が斬魄刀から離れたため、内なる虚の力を借りた月牙天衝を使用していた。この月牙天衝の威力は、斬月の使用する天鎖斬月を上回る力を見せた。

#### 最後の月牙天衝
藍染との最終決戦を前に手にした力。天鎖斬月と融合、自らを月牙と化することにより、崩玉で完全覚醒した藍染を上回るほどの強大な力を身につける。これにより藍染は一護が自分よりも更に上の次元に至っていると悟った。しかし一度発動させたら死神としての能力、霊力全てを失う代償も伴っているため、「最後」には死神としての最後という意味が込められている。一時絶大な力を手にするも代償として霊力を失う点で、滅却師最終形態に酷似している。発動時の一護は黒髪のロングヘアー（一護の祖先でもある滅却師の始祖・ユーハバッハに似ている）となり、口から上半身にかけて青灰色の包帯を纏った姿に変貌し、瞳の色も真紅に変わる。
最後の月牙天衝修得直後の一護は、断界での数ヶ月もの時間の経過のためか身長、髪の毛も若干伸びている。また天鎖斬月の鍔の形状が鋭角的になり、柄尻の鎖が伸びてむき出しになった右腕に巻きつき黒い包帯状のもので固定されて右腕と一体化している。その時には周りの者達には一護に霊圧を感じなくなり、一護自身のポテンシャルも以前とは比較にならないほど上昇しているが、当初藍染はこれを自らの霊圧を棄てて、それを身体能力を増強するための力に変換したと洞察していた（実際は一護の実力が藍染のそれとは別次元のレベルに至っていたため、感知できなかった）。
短期間かつ突発的に手にした完全虚化までの力と異なり、長時間を掛けた修行を課せられており、藍染が断界内で「拘突」を破壊したことで断界内で2000時間ものタイムラグが生じたことによって断界での修行が実現した。修得の鍵を聞き出すために精神世界での天鎖斬月との長きに渡る戦いを展開し、自らが天鎖斬月の刃を受け入れたことによって、天鎖斬月から最後の月牙天衝の意味を聞き出し修得した。
この技で一護が死神と持ち前の霊力を失う際は、断界で起きた時間が逆流して激痛と共に意識を失う第一段階（死神の力の消失）、残った霊圧で目覚めた後の第二段階（霊力消失）のプロセスを踏んでいる。アニメでは第一段階を迎えても死神の力はすぐには消失せず、完全消失の時期は不確定となっており、【卍解】の使用によって若干の変調を来たすようになる。
技「無月（むげつ）」
上記の姿に変貌後、右手に刀状の霊圧を発生させ振り下ろすことで発動させる。周囲を闇に鎖す程の巨大な漆黒の斬撃を発生させる技。

#### 真の斬月
ハッシュヴァルトに折られた斬月を二枚屋王悦によって浅打から鍛え直され、黒コートの斬月（滅却師の力）が本来の斬月（内なる虚）と分離したことで誕生した真の斬月。長刀と短刀による二刀一対型。長刀は以前の始解に似た形状で、柄と刀身の中央に穴がある。短刀は柄が無く石包丁に似た形状で、刀身の端に空いた穴の縁が柄になっている。また、一護本来の死神の力が完全に解き放たれたためか、どちらの刀も以前の天鎖斬月のように全体が黒一色となっている。長刀に虚の力が、短刀に滅却師の力が宿っているらしい。なお、完現術修得後からあった体の紋様や装甲、黒い草履はなくなっており、零番隊から与えられた王鍵（Ｘ字の装甲と隊長羽織を組み合わせたような形状）に斬月を装着して携帯する。
また、霊圧を長刀の方へ注ぎ込むことにより、斬月のおっさんと内なる虚の力の均衡を崩し、それにより虚の力を発現させ、完全虚化の力を使うことが可能となる。そのとき長刀の色は白く変化し、一護は体の左半分が完全虚化状態のような姿となる。完全虚化と同様に角が弱点であり、ここを折られると虚化が強制解除させられる。なお、完全虚化した時とは違い自我はしっかり保たれている。
二枚屋王悦から不合格通知を受けた後、現世に強制帰還させられた際に一心から死神及び虚の力のルーツについて聞き、再び二枚屋王悦の基に赴いた際に具象化した浅打の中に紛れている虚化した白一護の手を掴み、精神世界で「斬月のオッサン（後述でも触れているが、一護が精神世界で話す時にそう呼んでいた）」の正体を知ってなお二人とも斬月と受け入れたことにより出現した。
公式Q&Aによると、鞘の存在しなかった以前の斬月は斬魄刀としては正しい形ではなく、その斬月を「刀」と「鞘」という正しい形に直したのが二刀になった真の斬月とのこと。
この形態で使用した技については真の卍解にまとめて記載してあるため、そちらを参照。

#### 真の卍解
2対の斬月を重なり合わせて解放する。こちらも同じく名は『天鎖斬月』であるが、その様相は一変している。形は以前の始解のような巨大な刀身であるが、サイズは少し小さく、色は白い刀身に、中央辺りから柄にかけて黒の太いラインが引かれており、刃は柄の方まで伸び、柄頭と刃の先端近くを黒い鎖で繋がれている。滅却師の力の影響か、弓を連想する形をしている。
虚の力解放時にユーハバッハに対して使用したが、解放と同時に折られる。さらにユーハバッハに虚化も強制解除させられ、滅却師の力と、その力と融合していた虚の力を奪われてしまった。
しかし月島の完現術「ブック・オブ・ジ・エンド」の能力で天鎖斬月は折られてなかったことになる。その後、尸魂界において藍染や恋次と共にユーハバッハに立ち向かうが、再び刀身にヒビを入れられる。さらにユーハバッハに斬りかかるも斬撃が止められそうになり、卍解の崩壊が進む。
しかしその刹那、ひび割れた天鎖斬月の中から打ち直す以前の始解の斬月が姿を現し、そのままユーハバッハを斬り伏せ、闘いに終止符を打った。
以降、一護は斬月をこの最初の始解と同じ形状のままにしており、獄頤鳴鳴篇でもその姿に晒しを巻いて登場している。
公式Q&Aによると、刀と鞘である二刀の斬月を卍解で一つに纏めて鞘に収めた姿が真の卍解。そして最後、ユーハバッハに鞘を破壊されて現れた刀こそが「真の斬月」だという。破壊された鞘は一護に吸収されたため、この状態から二刀の形に戻すことも出来るとのこと。
技「王虚の閃光（グラン・レイ・セロ）」
十刃の使う最強の虚閃。長刀を虚の角に当てた状態で放つ。虚の力解放時に月牙と融合させる形で使用。ユーハバッハの半身を吹き飛ばす程の威力。
技「月牙十字衝（げつがじゅうじしょう）」
左手の短刀を横に薙ぎ、続けて右の長刀を縦に振るうことで十字の月牙天衝を飛ばす。劇中では、キャンディス・キャットニップ相手に使用した。
技「月牙天衝（げつがてんしょう）」
左の短刀から自分の体近くに発生させ、敵の攻撃を防御するために使用した。また、長刀からは始解時でも黒い月牙を放つことも可能となっている。
卍解状態でも使用した。

#### 本体
斬月
声 - 菅生隆之 / 演 - 末吉司弥
漆黒のコートに身を包んだ長髪で髭面、半透明のサングラスをかけた男。一護の精神世界に存在し、一護からは斬月のオッサンと呼ばれている。人の話を聞かずに勝手に話を進める節がある。
身長200センチ・体重84キロ
浦原との特訓のなかで虚になりかけた一護が精神世界に来たところに現れ、死神の力を取り戻した後は浦原との一騎討ちに挑んだ一護に恐怖心を捨てることを教え、斬魄刀解放に至らせる。更木剣八との戦いで油断し倒された際には、精神世界で一護の内なる虚と戦わせることで斬魄刀を理解し共に戦うこと、斬魄刀と共に在ることを教え、【卍解】の修行では転神体により具象化され、一護を鍛えるように戦う等、一護を導く存在として登場する。
内なる虚に支配権を奪われ、白哉戦で一護の内なる虚が表にまで出てきた後は、一護の内在世界に於いても姿を現してはいなかった。
『千年血戦篇』より前までは、この人物は一護の死神の力が形どったものとされていたが、その正体は一護の中にあった滅却師の力が「見えざる帝国」の首魁ユーハバッハの千年前の姿を形どったものであったことが明らかとなる。しかし、人格はユーハバッハとは全くの別人であり、一護が死神化して戦いに巻き込まれ傷つき苦しむこと、そして自分（本物のユーハバッハ）が彼を殺す時が来ることを恐れ、彼の死神の力を抑え込んでいた。しかし、自らの意思で死神になることを選ぶ彼を見て、次第に力を貸すことを選ぶようになり、斬月を鍛え直す際に真実を知った一護に「真の斬月」を託して消滅することを選ぶも、一護には「あんたも斬月だ」と認められ、形状を変えて引き続き彼と共に闘うことになった。
アニメ『斬魄刀異聞篇』では、村正の能力によって強制的に実体化され、一護と敵対する。一護を強くするために力を貸していたが、一護が強くなった今、自分と一護のどちらが強いのかを試したいという願望を抱いている。戦闘では『斬月』を武器にして戦い、【卍解】をすることで『天鎖斬月』の漆黒の刀へと変化させる（斬月の姿に大きな変化はない）。実体化した後、自身の思いを酌んだ一護と戦い、内なる虚の力を借りた一護に倒されたことで村正の洗脳から解き放たれ、再び一護の元に戻った。
天鎖斬月
声 - 森久保祥太郎
『天鎖斬月』の具象化姿であり、一護が【卍解】のまま精神世界に入ったために変化した斬月の本体。漆黒のコートと頭をすっぽりと覆うフードを着けている。斬月を若くした少年のような姿をしている。「最後の月牙天衝」を訊き出すために己の精神世界に向かった一護の前に出現、最後の月牙天衝を教えることを頑なに拒み一護に刃を向け、一護から引きずり出した内なる虚と一体化して、一護と交戦する。最終的に「最後の月牙天衝」会得の鍵を知った一護に「自分が守りたかったのは一護自身」だという思いを伝え、「最後の月牙天衝」を伝承する。そして一護が藍染に無月を放った際に、一護に別れを告げた。
尚、斬月のいる一護の精神世界は、ビル等の建物が並ぶ街並が横たわっており、現実世界とはデタラメな風景で構成されている。一護の精神状態と密接に関わっており、天鎖斬月との対面時には、一護の精神が絶望している状態であるため、町並みが空座町のそれになり、さらに水中に沈んでいる。水中でも呼吸は出来る。
ユーハバッハと斬月が外見上は同じ人物のため、天鎖斬月と少年期の頃のユーハバッハは瓜二つの顔だった。

### 虚化
内なる虚の発生と共に一護に芽生えた力。恋次や剣八との戦いで仮面が一護の懐に入って一護の致命傷を防ぐ働きをするという端的な力を発揮し、朽木白哉との戦いで完全に発現した。
初めは制御不可能な状態にあり、内なる虚による魂の侵食によって霊圧が不安定になったり、意識が乗っ取られる障害も発生していたが、仮面の軍勢のもとで内なる虚と精神世界において内在闘争をし、屈服することで抑えることに成功してからは自らの意志で自在に発動できるようになった。この通常の虚化は破面における帰刃していないノーマル形態に相当する形態と思われる。
一護の仮面はシンプルな髑髏状のもの。左半分が血のような色の紋様に覆われており、虚化習得以前から、仮面の紋様は出現する度に数が増えていった。後述する完全虚化後は、眼窩部をはしる縦じま2本の模様に変化した。この模様は完全虚化を彷彿とさせる。
「仮面の軍勢」と同様、自らの意思で出現させた虚の仮面を着け、死神でありながら虚の力を混在させることで爆発的に戦闘能力を向上させることができる。この状態の一護は仮面をつけるだけでなく、眼球は黒、瞳は黄色に変わる。一護は基本、卍解の上に虚化を使用する戦闘スタイルをとる。虚化時は斬撃及び月牙天衝が霊圧で軌跡を描く圧倒的なものに強化される。修得当初はまだ修行不足でグリムジョー戦で初披露した際は11秒という短時間しか保てず、ウルキオラとの初戦（3回目）でも全力の月牙を一発放っただけで即解除されるなど霊力の消耗も非常に激しかったが、虚夜宮でグリムジョーと最終戦する頃（4回目）には保持時間は飛躍的に延び、さらに仮面にひびや欠損ができても自力で修復可能なまでに成長し、力そのものも上昇している。
しかしウルキオラとの最終戦で完全虚化した後は、仮面の模様が完全虚化に近いデザインに変わり、仮面に違和感を覚えたり仮面を出せなくなるなどの若干の異変が生じている。天鎖斬月によれば、これは一護が完全虚化して破壊衝動に支配されることを恐れたためであり、以前の虚化ほど力を引き出せていないとのこと。藍染との決戦後は、一護の死神の力と霊力消失に伴いこの力も消失した。銀城との戦いで霊力を取り戻して以降も、この方法で虚化した描写はない。しかし、真の斬月を手に入れたことで違う形での虚化が出来るようになった。

#### 完全虚化
刀剣解放第二階層時のウルキオラに敗れ再起不能となった際、織姫の助けを求める声に呼応するように、内面も虚に近い状態に変貌した一護の姿。破面における帰刃に相当する形態と思われるが、帰刃と違い斬魄刀は消失しない。変貌後はウルキオラを打ちのめす程の大打撃を与えたが、ウルキオラの捨て身の攻撃がきっかけとなり元に戻った。その際、胸に空いた孔は超速再生により塞がっている。基本的に自分の意志で元に戻る事は出来ず、今まで角を切り落とされる事で元に戻っている（『劇場版BLEACH 地獄篇』では完全虚化になった際、僅かに一護の意思が残っている）。
外見は2本の角と仮面紋のついた仮面、白い肌、胸の孔と虚により近くなっており、髪も長髪に変化。その姿は一護に取り込まれた改造虚・ホワイトに酷似している。内面は仲間を含む他者の言葉は通じない、自分が敵と判断した者には味方であろうと攻撃を開始する、深手を追った相手にも容赦はしないと一護の意識は残されておらず完全に獣同然と化している。戦闘力も通常の虚化を遥かに上回り、別次元の実力差があった刀剣開放第二階層のウルキオラを逆に圧倒するほどの異常な力を見せている。原作では響転でウルキオラの背後をとる以外の方法でウルキオラのスピードについていっている描写はないが、アニメ版ではスピードに優れている石田が目で追いきれないほどの超高速戦闘をウルキオラと繰り広げた。一護の死神の力はその誕生時から虚の力と融合したものであったため、この姿こそが一護の死神の力の本質ともいえる。
この形態はウルキオラ戦が最初で最後の登場であり、以降暫く登場しなかったが、真の斬月を入手後、少し違う形で再登場した。
地獄篇では、強大な力を発揮するこの完全虚化が物語のキーとなっている。
技「虚閃（セロ）」
角の先端から放つ。その威力は虚化形態での月牙天衝を遥かに上回っており、ウルキオラの黒虚閃を簡単に打ち消してしまうほどの威力を持っている。色は深紅。原作ではウルキオラに対して２回使用した。その後３発目を石田に放とうとしたが、ウルキオラの不意討ちで角を落とされたことで未遂に終わる。地獄篇においては絶対に断ち切れないとされる咎人の鎖を難なく破壊する程の力を見せた。
技「響転（ソニード）」
破面の高速移動能力。原作ではこの技で２回もウルキオラの背後をとった。ウルキオラが自身の探査回路（ペスキス）をすり抜けられたという事から、瞬歩ではなく響転と判断した。
能力「チェイン」
天鎖斬月の柄頭の鎖と一護が霊圧で繋がっており、離れた所にある場合でも引き寄せることができる。原作では一度だけ使用。

#### 内なる虚
精神世界に存在する虚（声 - 森田成一）。朽木白哉の前に現れた時は、「誰でもない」と語った。内なる虚もまた一護の霊力であるため、同じ一護の霊力である斬月とは本来一体である存在である。そのため斬月と意識を共有しており、片方の力が増大すると支配権が移る。容姿は一護本体と瓜二つだが、白目が黒く舌が青、死覇装や斬月の色など白黒「反転」している。なお、単純に色相が「反転」していないカラーリングの箇所もいくつか存在する（肌と歯と髪は色が「反転」せず殆ど純白になっている。また、瞳は白か黄色、もしくは金色）卍解時の月牙も赤に縁取られた白いものになっており、また一護のそれとは比較にならないほど巨大。対して始解時の月牙は一護の卍解と同じく赤黒い。
性格も一護とは鏡写しのように正反対で非道・好戦的な上、常に挑発的な笑みを浮かべている。作中の扉絵イラストでは「黒崎一護」の名前が逆さの鏡文字で、アニメでのエンディングクレジットでは『白一護』と表記されている。始解状態の斬月の晒しをつかんで振り回し、飛び道具のように扱う技「デッドリー・ダーツ」を使うといった一護には考え及ばなかった戦い方を見せるなど高い戦闘テクニックを有しており、卍解した一護の月牙を片手だけでなぎ払い、つばぜり合いの状態から月牙をゼロ距離で放つなど、計り知れぬ潜在能力を秘めている。アニメでは「一護は俺の足元にも及ばない」と言っている。もっとも、本人の言によれば本質的な能力そのものは（彼と会う時点での）一護本人と全く同等であり、戦闘能力の差は「本能に委ねて戦うか否かの点」であると語っている。
一護が一度剣八に敗れた後、斬月によって送られた自らの精神世界において初登場。斬月が一護を自分の持ち主にふさわしいか試す試練に協力していた。この時から一護の体と力を乗っ取ろうと画策しており、白哉との戦闘で一護の意識の表層に姿を現したのを決起に徐々に一護の精神と魂を侵食し始め、一護の戦闘にまで影響を及ぼすようにまでなる。仮面の軍勢の手助けによって再び精神世界にやってきた一護と交戦。終始一護を翻弄するも、「戦いを求める本能」を自覚した一護の刃に貫かれ、警告を与えて消滅する。その後は出番がなかったが、一護が「最後の月牙天衝」を訊き出すために精神世界に向かった際に完全虚化した姿で再登場。天鎖斬月と一つになり、「最後の月牙天衝」を一護に伝える目的で一護に再び襲いかかり、一護の霊力消失に伴い消滅する。
一度は消滅していたが、死神代行消失篇における霊力復活に伴い復活。再び一護のサポートに回るようになった。
その正体は、前述の滅却師の力によって抑えられていた、一護の真の斬魄刀「斬月」の化身。母・真咲を通じて一護の体に入った改造虚・ホワイトが、一護本来の死神の力と溶け合って誕生した、虚の力を持った斬魄刀。一護が斬魄刀の力を引き出す度（卍解習得など）、それに比例して虚の影響力が増大していったのもそのため。「見えざる帝国」のイーバーンやキルゲが卍解を奪えなかったのはこの理由からである。千年血戦篇までの一護は黒コートの斬月に抑え込まれていたこの存在から死神の力（虚の力）を引き出しており、それまでの力は本来の力の一部に過ぎなかった。一護が斬魄刀そのものの力を引き出すには彼の協力が不可欠だったため、刀そのものを得てからの修行には常に虚の姿があった。
自身の出生の秘密を知った一護により、黒コートの斬月と共に「どちらも斬月」だと認められた。
アニメ『斬魄刀異聞篇』では、一護の精神世界に入り込んだ村正によって再び姿を現す。自身を従わせようと目論む村正の意に反し、一護の体を奪う野望に準じて村正と敵対する。村正の能力で捕らえられた際に一護に助けられて以降は、斬月と対峙する一護に力を貸した。尚、『斬魄刀異聞編』における一護は「お前は俺の身体の一部」と、内なる虚を受け入れる姿勢を見せている。

### 完現術
死神の力を失った一護が手にした能力。「XCUTION」らとの死神の力を取り戻すための修行の中で体得した。一護が触れることで、一護の戦いの記憶が刻まれていた代行証の魂を引き出し、それを武器として操る。習得以降は、完現術を戦闘に活かせるほどに、目を見張る速さで使いこなせるようになった。
小説にて完現術者霊王の体の一部を保有していると判明したが、一護が霊王のどの部位をどのようにして手に入れたかは明かされなかった。
第一形態
リルカとの修行中に、チャドの指摘で自分の完現術の根源が代行証であることに気付いたことで覚醒した。当初は、代行証から発せられる霊圧が『天鎖斬月』と同様の卍型の鍔を形成し、霊圧による回転翼（月牙天衝）を放っていた。この完現術は鍔しかないため、直接斬りつけることは出来ない。そのため、月牙を放つ以外の攻撃手段がなく、あまり実戦向きとは言えない。
発現直後は扱い方もわからず、手探りの状態の中で月牙天衝を放っていた時の感覚を思い出したことで扱えるようになった。この形態の月牙は従来のものとは違い、回転翼の形をしており、その回転翼は一護の集中力によって3〜6枚に変化し、その枚数は集中力が下がる程に減っていく。
第二形態
その後、ジャッキーとの修行の中で、完現術が暴走した末に力を纏った本来の姿である装衣型（クラッドタイプ）の完現術に覚醒した。その時の一護は死覇装を着ているような姿となり、戦闘時は片腕から発せられる完現術の霊圧を剣のように扱う。覚醒当初は未完成だったが、銀城との戦いの末に失っていた霊圧知覚を取り戻し、完成した。
第三形態
そして、一護の中で再び目覚め始めた死神の力と融合することで骸骨のような装甲を纏い、代行証が変化した刀を武器とする完全な物へと変化した。この形態で、尸魂界篇以降なくなっていた鞘が復活した。また、月牙天衝（霊圧の収束は虚閃のそれに近い）を放つことも可能となっている。
しかし、直後の月島騒動のどさくさで銀城に裏切られたことで、能力そのものを奪われてしまった。銀城を倒した後も、取り戻した描写はない。
ただし、間接的に復活した死神の力に影響を与えているようで、前述のように死神姿が変化し、斬月を収納する鞘が出来たほか、一護自身の身体能力も大幅に向上している。

### 滅却師の力
『千年血戦篇』での「見えざる帝国」の幹部キルゲ・オピーとの戦いを通じて、純血統の滅却師だった母・真咲から受け継がれた滅却師の素質が目覚め、遂に首魁ユーハバッハとの初戦闘で発現した。また、以前の更木剣八との戦いにおいて、黒コートの斬月（前述の滅却師の力の化身）が滅却師の力（「血装」や「影」など）を使って一護を助けていたことも明らかになった。他の能力と違い、最後まで一護が自分の意思で扱うことはなかった（虚化でさえ、最終的には一護が完全に自分の意思で扱えるようになっている）。
技「静血装（ブルート・ヴェーネ）」
血管の中に直接霊子を流し込んで、防御力を向上させる技術。一護はキルゲ戦が切っ掛けで覚醒した。母・真咲も、生前は桁外れの静血装の力を持っていた。

### スカルクラッドVer.
劇場版第4作地獄篇にて、一護が地獄より授かった力でクシャナーダの外装を纏っている。詳細は劇場版BLEACH 地獄篇#登場人物を参照。

## アニメの経歴
アニメオリジナルでは、下記以外にも単発物が何話か製作されており、他の登場人物がメインを務めることが多く、一護は登場しないことも度々ある。

### バウント篇
りりんと蔵人と之芭達が浦原と共謀して仕掛けたゲームを発端に、現世の仲間達や恋次・ルキアと共にバウントとの戦いに身を投じる。この時、一護本人の「誰かを守るために命を賭ける」という覚悟が足らなかったという理由により、一時的に【卍解】が使えなくなるという状態に陥っていた。その後、決戦は尸魂界に場を移し、卍解を取り戻して敵の頭の狩矢を何とか倒した。

### 新隊長天貝繍助篇
帰刃グリムジョーを倒し織姫を抱っこしたところに挿入された本編と繋がらない独立した話。尸魂界の上流貴族「霞大路家」の姫・霞大路瑠璃千代が黒崎家の隣に引っ越してきて一護のクラスにも転校してくる。瑠璃千代は命を霞大路家を取り仕切る雲井から狙われているらしく、一護は護衛を引き受けることとなる。そして、雲井の雇った殺し屋たちを何とか退けた一護たちであったが、瑠璃千代は尸魂界にショックから帰ってしまい、一護はルキアと後を追うことになり護廷十三隊の追跡を逃れながらも、新しく三番隊隊長に就任した天貝の協力もあって雲居を倒す（とどめを刺したのは天貝）。しかし、真の黒幕は天貝であり、一護は天貝を倒して瑠璃千代を守りきる。

### 斬魄刀異聞篇
空座町に派遣された従属官が全滅し一護とウルキオラの戦闘に話が戻ったタイミングで作られた、本編とは繋がらないストーリー。一護が不穏な霊圧を感じた場所に向かうと、突如穿界門が開いて怪我をしたルキアが現れ、実体化した袖白雪と対決する。ルキアから事情を聞かされた後、尸魂界に帰ったルキアを追って夜一と共に行くことになる。しかし、首謀者の村正の能力によって斬月が実体化し、苦戦を強いられることになる。精神世界での内なる虚＝白一護の協力もあって何とか斬月をとり戻すが、村正の策にはまって窮地に陥る。仲間の協力もあって何とか脱出し、村正の狙いが空座町にあると知った一護は現世で仲間たちと激戦を繰り広げ、最後は精神世界で一護が村正と対決し勝利する。

### 護廷十三隊侵軍篇
藍染との決戦後、最後の月牙天衝を使った事により少しずつ死神としての力を失いつつあった。その状態で霊骸の事件に巻き込まれ、戦いの最中に死神の力を全て失ってしまう。一時期は完全虚化するが何とか元の状態に戻り、浦原とコンの協力により一時的に死神の力を取り戻し、首謀者の因幡影狼佐を倒して事件は解決するものの、取り戻した死神の力も一時的なものであり、再び消えるのも時間の問題だった。それを承知しながらも、一護は死神代行としての仕事を成すため、ルキアと共に最後まで虚と戦い抜いた。